# George Mary Searle

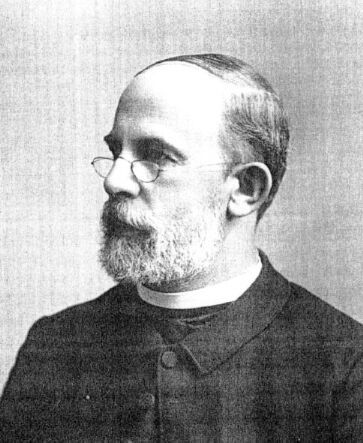
George Mary Searle

George Mary Searle (Londen, 27 juni 1839 - 7 juli 1918) was een Amerikaans astronoom en katholiek priester. In 1858 was hij de ontdekker van de planetoïde (55) Pandora. Daarnaast ontdekte hij nog zes sterrenstelsels. In zijn latere leven gaf hij les aan de Katholieke Universiteit van Amerika.

## De zes sterrenstelsels van G. M. Searle
NGC 548, NGC 565, NGC 570, NGC 4058, NGC 4247, NGC 5487.

## Publicaties
- Plain Facts for Fair Minds: An Appeal to Candor and Common Sense (1900)
- Talks for the Times: Indifferentism, Revelation, the Catholic Church and Science, the Friend of True Progress, the Purpose of Life (1912)
- Why the Catholic Church Cannot Accept Socialism (1913)
- The Truth About Christian Science (1916)

- Gemeinsame Normdatei: 1273394984
- International Standard Name Identifier: 0000 0003 8538 2273
- Library of Congress Control Number: n86835297
- Nederlandse Thesaurus van Auteursnamen: 071895396
- Virtual International Authority File: 236421745
- WorldCat: E39PBJh4xMBVbxXCqXQBvKVcT3